# アメージング・ストーリー (2020年のテレビドラマ)
『アメージング・ストーリー』（原題: Amazing Stories）は、2020年から配信されているアメリカ合衆国のテレビドラマシリーズ。1985年に放送されたスティーヴン・スピルバーグのテレビドラマ『世にも不思議なアメージング・ストーリー』を基に製作された、1話完結のアンソロジーシリーズとなっている。製作にはスティーヴン・スピルバーグ、エドワード・キッツィス、アダム・ホロウィッツらが参加した。全5話のシーズン1は、2020年3月にApple TV+から世界同時に配信された。

## 製作
2015年10月23日、NBCがスティーヴン・スピルバーグが制作した1985年のアンソロジー・テレビシリーズ『世にも不思議なアメージング・ストーリー』のリブートを企画していることが明らかになった。制作会社はユニバーサル・テレビジョンが担当し、当初スピルバーグがシリーズに関わることは期待されていなかった。
2017年10月10日、Appleが10話で構成される第1シーズンを発注したことが発表された。さらに、アンブリン・テレビジョンがシリーズの制作会社に加わることが発表された。
2018年2月7日、企画当初からショーランナーを務めていたブライアン・フラーがクリエイティブの違いを理由に退任したことが報じられた。その後、エグゼクティブ・プロデューサーのハート・ハンソンも退任するとも報じられた。2018年5月22日、エドワード・キッツィスとアダム・ホロウィッツがエグゼクティブ・プロデューサーとショーランナーに任命されたことが発表された。

## エピソード
| シーズン | シーズン | 話数 | 話数 | 放送期間     | 放送期間     |
| シーズン | シーズン | 話数 | 話数 | 初回放送     | 最終回放送   |
| -------- | -------- | ---- | ---- | ------------ | ------------ |
|          | 1        | 5    | 5    | 2020年3月6日 | 2020年4月3日 |

### シーズン1 (2020)
| 通算 話数 | タイトル                                         | 監督               | 脚本                          | 公開日        |
| --- | ------------------------------------------------ | ------------------ | ----------------------------- | ------------- |
| 1 | "君去りし後" "The Cellar"                        | Chris Long         | Jessica Sharzer               | 2020年3月6日  |
| キャスト: ディラン・オブライエン、Victoria Pedretti、Micah Stock、サッシャ・アレクサンダー、Gabriel Olds、Cullen Douglas |                                                  |                    |                               |               |
| 2 | "全速力の2人" "The Heat"                         | Sylvain White      | Chinaka Hodge                 | 2020年3月13日 |
| キャスト: Hailey Kilgore、E’myri Crutchfield、Shane Paul McGhie                                                          |                                                  |                    |                               |               |
| 3 | "スーパーヒーロー誕生！" "Dynoman and the Volt!" | Susanna Fogel      | Peter Ackerman                | 2020年3月20日 |
| キャスト: ロバート・フォスター、Tyler Crumley、カイル・ボーンハイマー、Alison Bell                                       |                                                  |                    |                               |               |
| 4 | "命の気配" "Signs of Life"                       | Michael Dinner     | Leah Fong                     | 2020年3月27日 |
| キャスト: Michelle Wilson、Sasha Lane、ジョシュ・ホロウェイ、Linda Park                                                  |                                                  |                    |                               |               |
| 5 | "リフト" "The Rift"                              | マーク・マイロッド | Don Handfield、Richard Rayner | 2020年4月3日  |
| キャスト: エドワード・バーンズ、ケリー・ビシェ、オースティン・ストウェル                                                 |                                                  |                    |                               |               |

## 評価

### 批評
批評集積サイトのRotten Tomatoesには31件のレビューがあり、批評家支持率は42%、平均点は10点満点で4.83点となっている。また、Metacriticには13件のレビューがあり、加重平均値は50/100となっている。